# Caprarica di Lecce
Caprarica di Lecce ist eine südostitalienische Gemeinde (comune) mit 2263 Einwohnern (Stand 31. Dezember 2023) in der Provinz Lecce in Apulien. Die Gemeinde liegt etwa 13 Kilometer südöstlich von Lecce im mittleren Salento.

## Geschichte
Der Menhir von Ussano dokumentiert, dass das Gemeindegebiet bereits in der Bronzezeit besiedelt wurde.
Erstmals urkundlich erwähnt wurde Caprarica erst in einem Dokument aus dem 11. Jahrhundert.

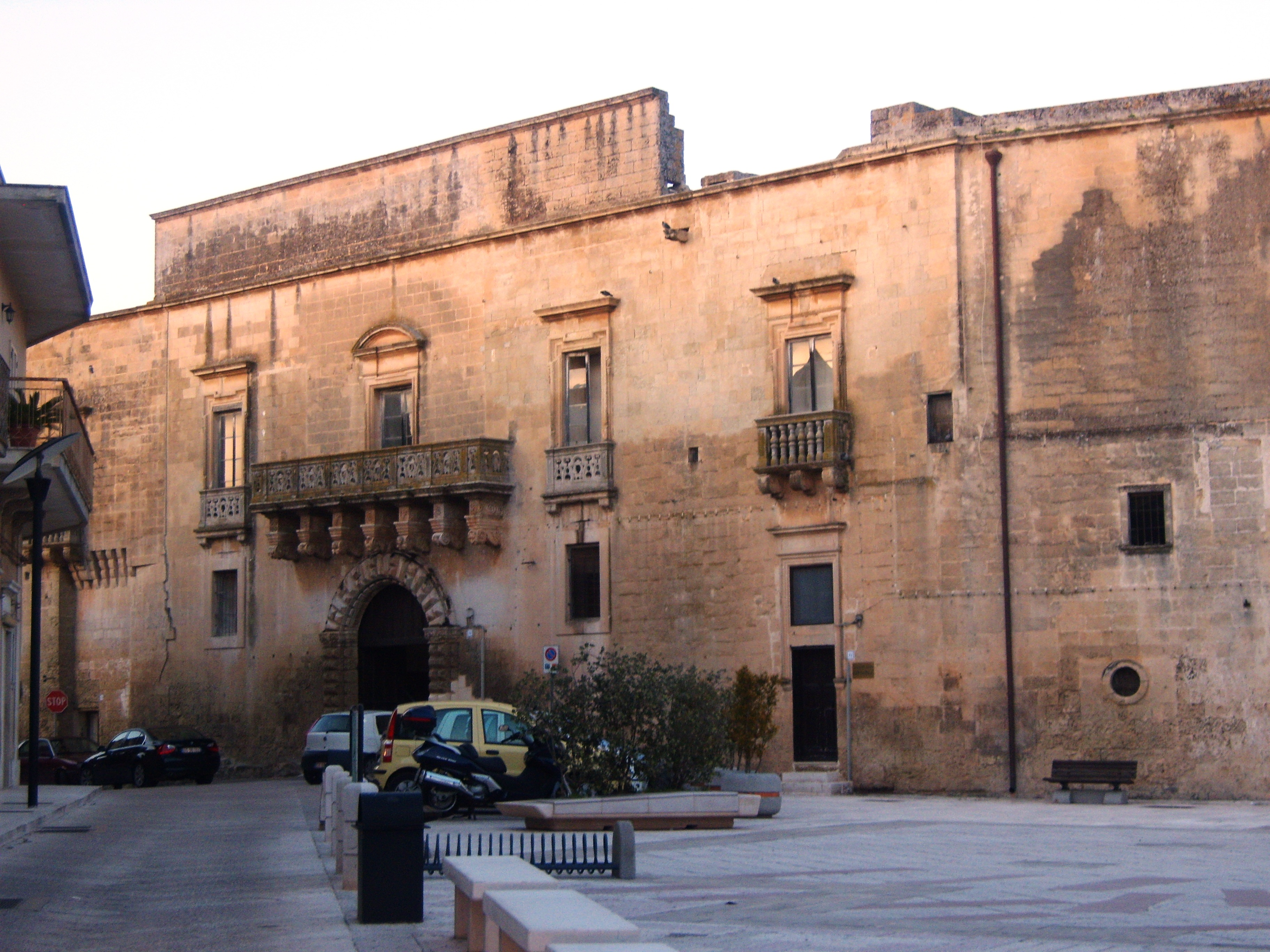
Siegesplatz in Caprarica di Lecce